# Hemigrapsus longitarsis
Hemigrapsus longitarsis is een krabbensoort uit de familie van de Varunidae. De wetenschappelijke naam van de soort is voor het eerst geldig gepubliceerd in 1879 door Miers.